# 삼각 수영복

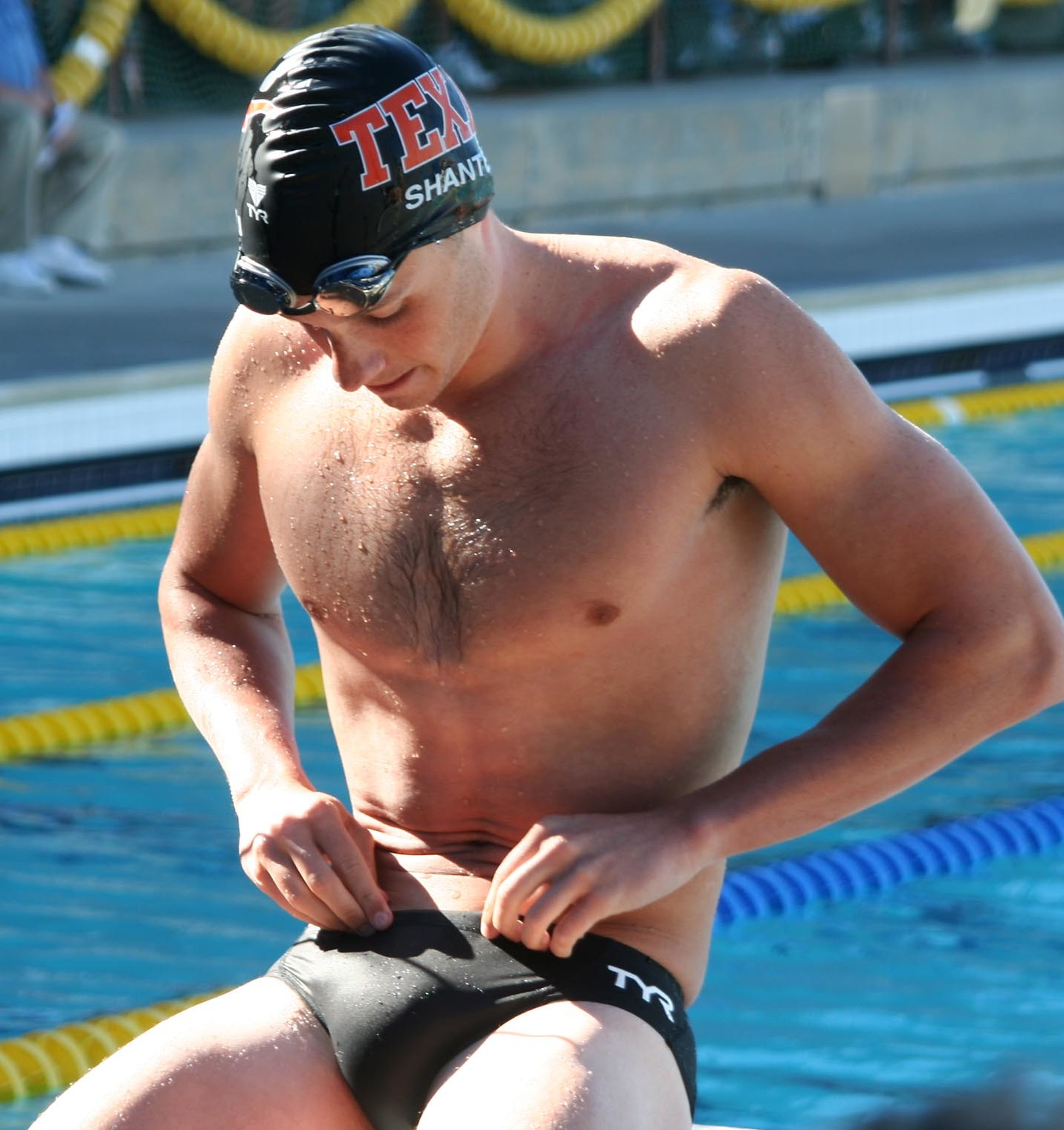
삼각 수영복을 입은 에릭 섄토

삼각 수영복(swim brief, racing brief)은 브리프 스타일로 만들어진 남성용 수영복이다. 일반적인 브리프와 마찬가지로 삼각 수영복은 앞면이 V자 모양으로 되어 있으며, 뒷면이 단단하여 착용감이 좋다. 일반적으로 허리 아래에 착용한다. 일반적으로 허벅지 위로 얇은 밴딩과 허리 둘레 끈으로 고정한다. 삼각 수영복은 나일론과 스판덱스 합성물로 만들어지는 경우가 많으며 일부는 폴리에스테르와 다른 재료로 만들어진다.